# 7599 Мунарі
7599 Мунарі (7599 Munari) — астероїд головного поясу, відкритий 3 серпня 1994 року.
Тіссеранів параметр щодо Юпітера — 3,193.